# آوگوست کپف
آوگوست کپف (آلمانی: August Kopff؛ زاده ۵ فوریهٔ ۱۸۸۲ درگذشته ۲۵ آوریل ۱۹۶۰) یک ستاره‌شناس اهل آلمان بود.